# Сорокина, Анна Ивановна
А́нна Ива́новна Соро́кина (7 октября 1924, село Большой Мартын, Воронежская губерния — 20 февраля 1998) — доярка совхоза № 44, Герой Социалистического Труда (1966).

## Биография
Родилась 7 октября 1924 года в селе Большой Мартын (ныне — Панинского района Воронежской области).
В 1941—1979 годах — доярка совхоза № 44. На протяжении всех лет работы занимала одно из ведущих мест в социалистическом соревновании доярок совхоза и Панинского района. За время работы дояркой надоила 1.678.310 кг молока.
За достигнутые успехи в развитии животноводства и увеличении производства молока Сорокиной Анне Ивановне Указом Президиума Верховного Совета СССР от 22 марта 1966 года присвоено звание Героя Социалистического Труда с вручением ордена Ленина и золотой медали «Серп и Молот».
В 1979 году работала учётчицей по продуктивности животных совхоза «Победа Октября» Панинского района. С конца 1979 года — на пенсии.
Умерла 20 февраля 1998 года. Похоронена в родном селе.

## Награды
- Награждена 2 орденами Ленина, орденом Октябрьской Революции, медалями.

## Память
- Бюст Героя установлен на Аллее Героев в посёлке Панино Воронежской области.